# Clinoclor
El clinoclor és un mineral de la classe dels silicats (fil·losilicats) i que pertany al grup de les clorites. El seu nom li va ser donat l'any 1851 per William Phipps Blake del grec klino, inclinar, i jloros, verd.

## Característiques
El clinoclor és un mineral silicat de magnesi, ferro i alumini, amb altres possibles elements. Cristal·litza en el sistema monoclínic. Sol tenir aspecte de cristalls pseudohexagonals, encara que també apareix com massiu o laminar. Igual que totes les clorites té una composició química complexa. Pot tenir diversos graus de substitució del silici per alumini, podent ser la quantitat d'aquesta molt alta. Forma una sèrie de solució sòlida amb la chamosita.
Segons la classificació de Nickel-Strunz, el clinoclor pertany a «09.EC - Fil·losilicats amb plans de mica, compostos per xarxes tetraèdriques i octaèdriques» juntament amb els següents minerals: minnesotaïta, talc, willemseïta, ferripirofil·lita, pirofil·lita, boromoscovita, celadonita, chernykhita, montdorita, moscovita, nanpingita, paragonita, roscoelita, tobelita, aluminoceladonita, cromofil·lita, ferroaluminoceladonita, ferroceladonita, cromoceladonita, tainiolita, ganterita, annita, ephesita, hendricksita, masutomilita, norrishita, flogopita, polilithionita, preiswerkita, siderofil·lita, tetraferriflogopita, fluorotetraferriflogopita, wonesita, eastonita, tetraferriannita, trilithionita, fluorannita, shirokshinita, shirozulita, sokolovaïta, aspidolita, fluoroflogopita, suhailita, yangzhumingita, orlovita, oxiflogopita, brammal·lita, margarita, anandita, bityita, clintonita, kinoshitalita, ferrokinoshitalita, oxikinoshitalita, fluorokinoshitalita, beidel·lita, kurumsakita, montmoril·lonita, nontronita, volkonskoïta, yakhontovita, hectorita, saponita, sauconita, spadaïta, stevensita, swinefordita, zincsilita, ferrosaponita, vermiculita, bileyclor, chamosita, cookeïta, franklinfurnaceïta, gonyerita, nimita, ortochamosita, pennantita, sudoïita, donbassita, glagolevita, borocookeïta, aliettita, corrensita, dozyita, hidrobiotita, karpinskita, kulkeïta, lunijianlaïta, rectorita, saliotita, tosudita, brinrobertsita, macaulayita, burckhardtita, ferrisurita, surita, niksergievita i kegelita.

## Formació i jaciments
El clinoclor és molt comú en gran varietat de roques metamòrfiques, sent el principal component de les anomenades pissarres clorítiques, com els cloriesquists o talcoesquists. Així, és important en roques metamòrfiques com a producte d'alteració hidrotermal de minerals silicats de ferro i magnesi, com són els amfíbols, piroxens i biotita que apareixen en roques ígnies, sobretot de roques especialment ultrabàsiques.
Com a minerals associats en aquest tipus de roques es troben: pirita, quars, dolomita, fluorapatita, rútil, siderita, albita, calcita, talc, clorita, esfalerita, serpentina, actinolita, biotita, olivina, plagioclasa, cromita o uvarovita.

## Varietats
- El clinoclor niquèlic, també anomenat schuchardtita, és una varietat de clinoclor que conté níquel.[3]
- La delessita és una varietat que conté ferro, anomenada així per Karl Friedrich Naumann l'any 1850 en honor del mineralogista i geòleg francès de la Universitat Paris-Sorbonne Achille-Joseph Delesse (1817-1881). La seva fórmula és (Mg,Fe,Fe,Al)(Si,Al)₄O10(O,OH)₈.[4]
- La diabantita és una varietat fèrrica del clinoclor, amb fórmula (Mg,Fe,Al)₆((Si,Al)₄O10)(OH)₈.[5]
- La kämmererita o clinoclor cròmic és una varietat porpra que conté crom. Rep el seu nom l'any 1841 per Nils Gustaf Nordenskiöld en honor del químic rus August Alexander Kämmerer (1789-1858).[6][7]
- La leuchtenbergita és una varietat gairebé sense ferro (tot i que sempre conté una mica de Fe reemplaçant Mg). És molt comuna en els dipòsits de magnesita/serpentina d'Àustria i Noruega.[8] També se n'ha trobat a Planoles (Ripollès, Girona).[9]
- La pennina és una varietat pseudotrigonal d'aquesta espècie, que rep el seu nom dels Alps penins.[10]
- La pyknoclorita és una varietat rica en ferro.[11]
- La ripidolita és una varietat fèrrica descrita als Urals, Rússia. Aquest terme s'ha utilitzat històricament com un nom per a membres intermedis i no determinats de la sèrie chamosita-clinoclor.[12]
- La serafinita és una varietat de gra fi que s'utilitza per la talla i com pedra decorativa.[13]
- La sheridanita és una varietat rica en alumini, originalment descrita a Sheridan, Wyoming, Estats Units.[14] La colerainita és un sinònim obsolet per a les sheridanites de gra blanc.[15]

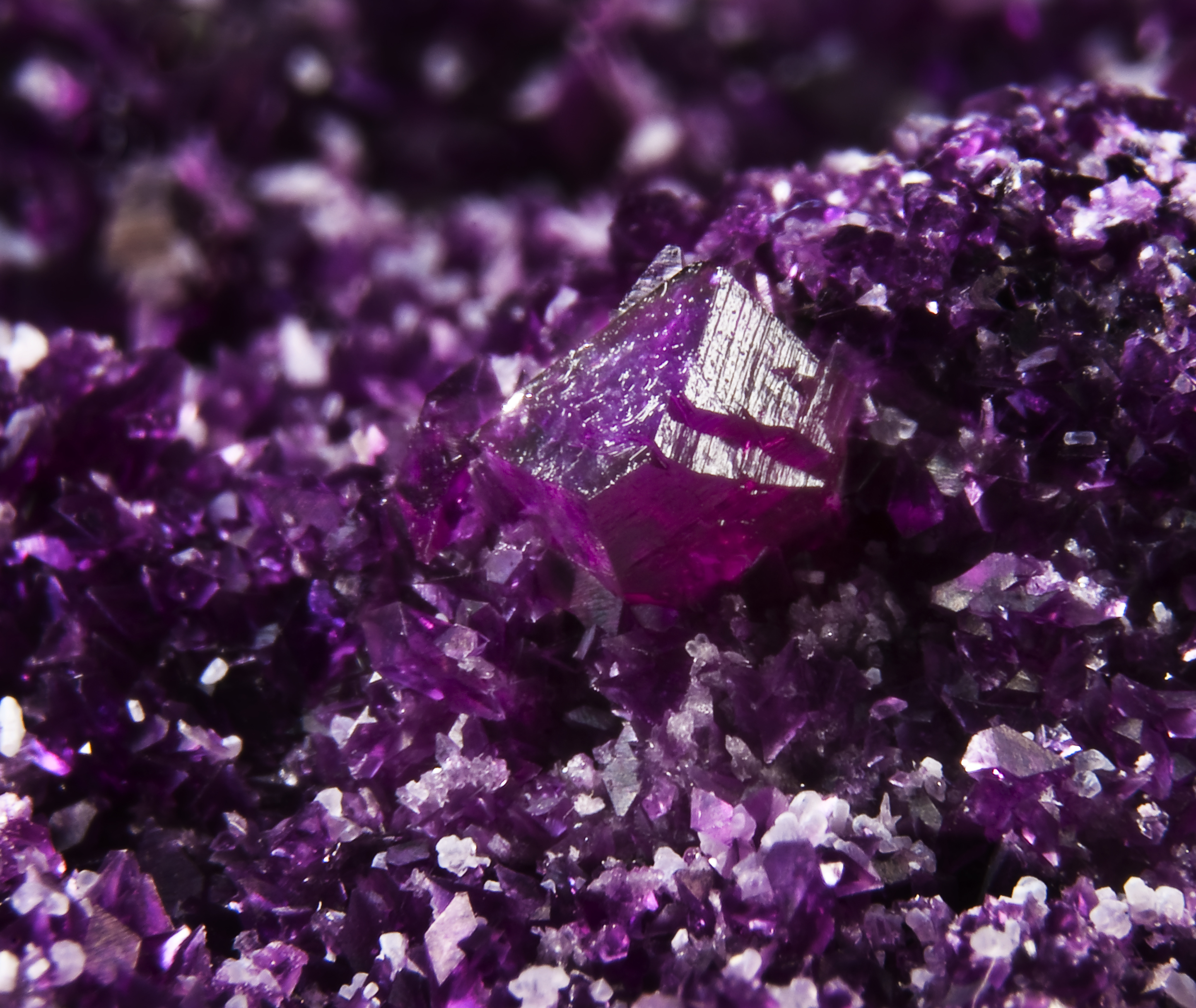
Kämmererita, varietat de clinoclor amb crom.
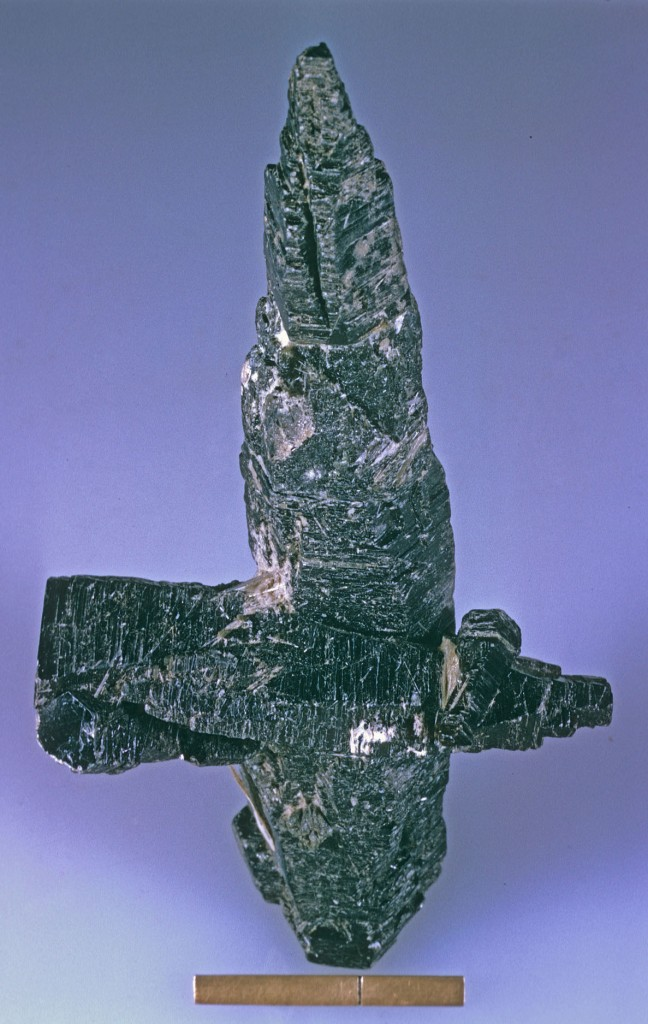
Pennina, varietat pseudotrigonal.
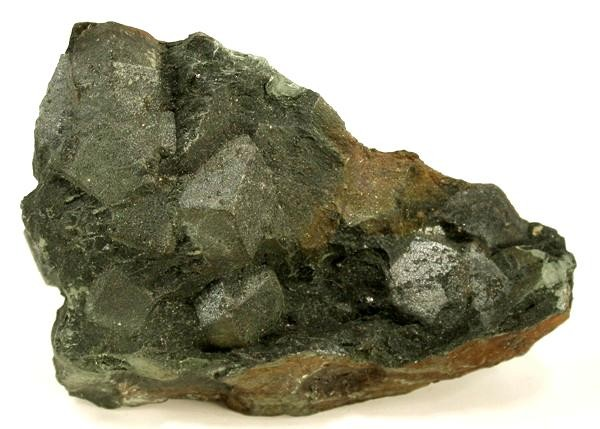
Ripidolita, varietat fèrrica